# الجلبيين (المحويت)

تعديل مصدري - تعديل

الجلبيين هي إحدى قرى عزلة الأحجول بمديرية المحويت التابعة لمحافظة المحويت، بلغ تعداد سكانها 288 نسمة حسب تعداد اليمن لعام 2004.